# William Borah
William Edgar Borah (Jasper Township, Wayne County, Illinois, 1865. június 29. – Washington, 1940. január 19.) az Amerikai Egyesült Államok republikánus szenátora (Idaho állam, 1907–1940). 1924 és 1933 között a Szenátus Külügyi Bizottságának elnöke volt. „Idaho oroszlánjának” hívták, aki izolációs véleményeiről vált ismertté, pl. a trianoni békeszerződésnek is felelősségteljes bírálója volt.

## Élete
A Kansasi Egyetemen tuberkulózisa miatt meg kellett szakítania tanulmányait. Ezután jogot végzett, és 1890-ben Kansasben kezdte ügyvédi karrierjét. 1891-ben Idahóba költözött.
1907-ben Fred Dubois-t követte Idaho szenátoraként. 1913-ban, 1918-ban, 1924-ben, 1930-ban és 1936-ban újraválasztották. Henry Cabot Lodge-dzsal és Hiram Johnsonnal együtt egyike volt azon vezetőknek, akik ellenezték a szenátusban a versailles-i békeszerződés ratifikálását, és az Egyesült Államok tagságát a Népszövetségben. Szenvedélyes beszéde 1919. november 19-én hozzájárult ahhoz, hogy a szenátus elutasítsa a békeszerződést, és nemet mondjon a Nemzetek Szövetségének is. Lodge 1924-es halála után Borah a Külügyi Bizottság elnökévé vált. Támogatta a Szovjetunió elismerését.
1928-ban indult a szövetségi elnökválasztáson, de egyetlen esélye a republikánus konvención holtpontra jutott. Nem volt hajlandó támogatni kereskedelmi miniszterként Herbert Hoover elnöki ambícióit Frank Willis ohiói szenátorral szemben, de Willis meghalt március végén egy kampánygyűlésen. Borah egyre jobban kedvelte Hoovert, akinek több idahói támogatója szilárdabbá vált, amikor a kampány vidéki/városi megosztottságként kezdett kialakulni. Borah erősen támogatta a prohibíciót, és az a tény, hogy Hoover szintén „száraz” volt, vitte őt is a csapatába; a szenátornak ui. nem tetszett a demokrata jelölt, a New York-i kormányzó, Al Smith, a szesztilalom ellenzője, aki őt Tammany Hall kreatúrájának tartotta. Montana (állam) szenátora, Thomas J. Walsh ezt úgy kommentálta mint „Borah legújabb köpönyegfordítását Hoover felé.” És néhány progresszívval együtt, félelmet nem ismerve, Borah hosszú kampányturnét folytatott, figyelmeztetve, hogy „Tammany sikere a szövetségi politikában nem más, mint egy országos katasztrófa.” Hoovert megválasztották, amit Borah rendkívül hatásos támogatásának köszönhetett. Államtikárságot ajánlott neki, amiért fel kellett volna adnia szenátusi helyét, ezért nem fogadta el.
Elvesztette a republikánusok jelölését Alf Landonnal szemben az 1936-os amerikai elnökválasztáson is. Ezután megtagadta Landon jelölésének támogatását a választásokon. Franklin D. Rooseveltet sem támogatta. Már az 1932-es elnökválasztáskor megőrizte Roosevelt és Hoover közötti pozícióját.

## Magánélete
1895-ben feleségül vette William J. McConnell Idahói kormányzó lányát, Mamie-t.
Viszonya volt Nicholas Longworth feleségével, Theodore Roosevelt lányával, Alice Roosevelt Longworth-szel, aki lánygyermeket is szült neki.
Az Odd Fellows testvériség tagja volt.
1940-ben halt meg, s hivatalában John W. Thomas lett az utódja.

## Emlékezete
Sírja a Morris Hill temetőben, Boise-ban, szobra pedig az Amerikai Egyesült Államok Capitoliuma épületében, a Nemzeti Szoborgyűjteményben található. Több iskolát és utcát is elneveztek róla, nemkülönben Idaho legmagasabb hegycsúcsát, a 3857 m magas Borah Peakot.

## Fordítás
Ez a szócikk részben vagy egészben  a   William Edgar Borah című svéd Wikipédia-szócikk ezen változatának fordításán alapul.  Az eredeti cikk szerkesztőit annak laptörténete sorolja fel. Ez a jelzés csupán a megfogalmazás eredetét és a szerzői jogokat jelzi, nem szolgál a cikkben szereplő információk forrásmegjelöléseként.